# Michel Denisot
Pour les articles homonymes, voir Denisot.
Michel Denisot, né le 16 avril 1945 à Buzançais (Indre), est un journaliste, animateur, réalisateur et producteur de télévision français.
Après un début de carrière à l'ORTF comme journaliste pigiste, il devient animateur et commentateur sportif ainsi que présentateur de journal, notamment pour les éditions du 13h aux côtés d'Yves Mourousi sur TF1 (1975-1977) puis il rejoint le service des sports de la Une, jusqu'en juillet 1984.
En août 1984, il rejoint la chaîne Canal+ nouvellement créée le 4 novembre 1984. Il anime la première émission de la chaîne et première quotidienne matinale de la télévision française, Le 7/9, juste après l'ouverture de l'antenne inaugurée par André Rousselet. Il poursuit une carrière d'animateur et de producteur télévisuel, notamment en présentant des émissions d'information, d'interviews et de décryptage sur Canal+ avec Zénith, Mon Zénith à moi, La Grande Famille puis Télés Dimanche.
D'août 2004 à juin 2013, il présente l'émission d’information et de divertissement Le Grand Journal chaque soir de la semaine, qui renouvelle la voie tracée par l'émission emblématique de la chaine cryptée, Nulle part ailleurs, mais avec une dominante plus axée sur l'actualité immédiate et politique.
Il exerce également diverses fonctions dirigeantes au sein du groupe Canal+ et a présidé deux clubs de football français, dont le Paris Saint-Germain.
En septembre 2012, tout en continuant ses activités sur Canal+, il devient le directeur de la rédaction de la version française du magazine Vanity Fair. Pour se consacrer à ce nouveau travail, il quitte en juin 2013 la présentation du Grand Journal, émission reprise ensuite par Antoine de Caunes. Il annonce dans son éditorial mensuel d'avril 2020 qu'il quitte le magazine après 78 numéros.
En 2019, il réalise son premier film, Toute ressemblance, portant sur les coulisses de l'univers télévisuel, avec pour rôle principal Franck Dubosc.
Depuis 2020, il anime une émission mensuelle, Le Grand Comex, sur la nouvelle chaîne d’information économique B SMART créée par Stéphane Soumier.
En mars 2021, il redevient président d'un club de football en acceptant de reprendre la direction de son club de cœur, la Berrichonne de Châteauroux, qu'il a déjà dirigé entre 2004 et 2008, un poste qu'il annonce quitter en avril 2023.

## Biographie

### Enfance, formation et débuts
Michel Denisot a cinq ans lorsque son père, garagiste à Saint-Genou, dans l'Indre, meurt. Sa mère travaille au garage familial, puis dans une épicerie et enfin à la Caisse d'allocations familiales.
Élève médiocre, il redouble trois fois la classe de première et deux fois celle de terminale. Il repasse le baccalauréat à trois reprises, sans jamais l'obtenir, et ne possède aucun diplôme. À l'âge de quinze ans et après deux années d'études au centre d'apprentissage CARTIF[réf. souhaitée], il commence sa carrière de journaliste en tant que correspondant pigiste dans la presse locale à Châteauroux.
À partir de 1968, il est pigiste à la station régionale de l'ORTF de Limoges. Il travaille aussi pour les stations de Poitiers, Bordeaux et Reims. Dès 1969, il rejoint l'équipe du jeu Le Schmilblic, produit et présenté par Guy Lux.

### Journaliste à TF1 (1972-1984)
En 1972, Michel Denisot quitte le Berry et part s'installer à Paris. Il rejoint la première chaîne de l'ORTF (future TF1) comme « grouillot » (homme à tout faire) : il porte alors les cafés ou les jus d'orange à Jean Lanzi et autres Jean-Pierre Elkabbach.
En 1973, il participe à la nouvelle troisième chaîne de l'ORTF (futur FR3 puis France 3) avant de revenir sur TF1 en 1975 pour coprésenter le Journal télévisé de 13 heures avec Yves Mourousi et Claude Pierrard pendant deux ans et demi jusqu'en 1977.
En 1977, ce grand passionné de football intègre le service des sports de TF1 où il est commentateur de football pendant sept ans. Il anime notamment, de 1982 à 1983 l'émission spécialisée nommée Téléfoot et Champions de 1983 à 1984 (avec des variétés). Il assure aussi le commentaire des grandes affiches de football. Il commente ainsi la première rencontre du Paris Saint-Germain Football Club (PSG) diffusée à la télévision : le 15 mai 1982, le PSG remporte la finale de la Coupe de France face à Saint-Étienne (2-2, 6 tirs au but à 5). Il commente certains matchs de la Coupe du monde 1982 avec Henri Michel. Entre 1980 et 1982, il présente également le jeu estival La Bonne conduite, consacré à la sécurité routière.

### Journaliste, animateur, producteur et dirigeant à Canal+ (1984-2013)

#### Présentation d’émissions

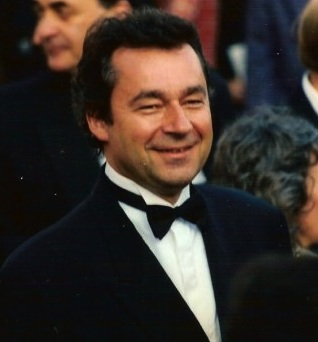
Michel Denisot au festival de Cannes 1996.

En 1984, Michel Denisot quitte TF1 à l'arrivée d'Hervé Bourges pour rejoindre Canal+, la nouvelle chaîne cryptée présidée par André Rousselet et dirigée par Pierre Lescure. Il devient producteur et présentateur de plusieurs émissions :
- 1984 - 1985 : Le 7/9
  - Première émission de télévision matinale en France[14] et première émission diffusée sur l'antenne de Canal+ en compagnie de Laëtitia Germain, qui présente alors la météo sur cette même chaîne[15].
- 1985 - 1987 : Zénith[10]
  - Où apparaît Christophe Dechavanne[2]
- 1987 - 1992 : Mon Zénith à moi[16]
- 1992 : Le Journal du cinéma[14]
- 1988 - 1990 : Demain[10]
- 1990 - 1991 : La Grande Famille[10]
  - Jean-Luc Delarue reprend ensuite la présentation de l'émission[2].
- 1992 - juin 1996[17],[10] : Télés Dimanche
  - Émission où son protégé Marc-Olivier Fogiel est chroniqueur[2], émission que ce dernier reprendra à sa suite[18] ; présentée comme la première émission de télévision sur les médias[19]
- 1996 - 1998 : À part ça[10].

Parallèlement, il commente des matches de football avec Charles Biétry. Passionné de cinéma, il devient directeur artistique des cérémonies du Festival de Cannes en 1993 et de la cérémonie des César du cinéma en 1994.
Parallèlement à Canal+, il présente entre septembre 1987 et février 1988 l'émission Ciné-Stars sur TF1. Il s'agit alors d'une production Ellipse.

#### Postes dirigeants

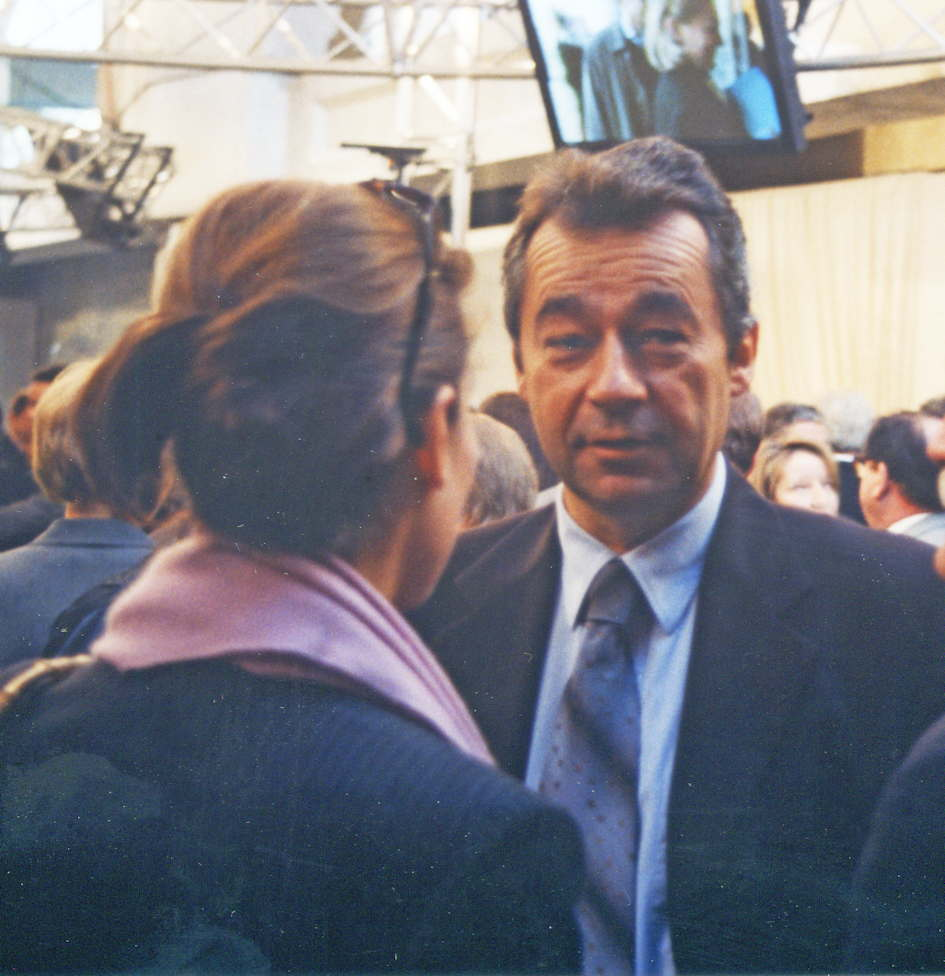
Michel Denisot en 1999.

De 1998 à 2005, Michel Denisot occupe différents postes de dirigeants au sein du groupe Canal+.
- En 1998, il devient directeur des sports de Canal+[10] et président d'Eurosport France[21] (jusqu'au rachat de la chaîne à 100 % par TF1 en 2001)[22].
- Début 2001, il devient directeur général délégué de la chaîne Canal+[23], puis directeur général adjoint du groupe Canal+ en 2002[24].
- En 2003, il devient président de la chaîne thématique Sport+ du bouquet CanalSatellite, dont il prend ensuite la direction des chaînes MultiThématiques. Il préside aussi la chaîne d'information en continu i>Télé[25].
- En 2004, il est nommé directeur général adjoint du groupe Canal+ de Bertrand Méheut[25].

À l'été 2005, il abandonne ces différentes fonctions pour se concentrer sur son émission quotidienne Le Grand Journal,. En 2011, il précise : « Je n'étais pas à ma place. Je ne suis pas un homme de marketing ».

#### Retour à la présentation
À partir de septembre 2004, Michel Denisot est de retour à la télévision pour animer Le Grand Journal chaque soir sur Canal+ de 19 h à 20 h, puis également, à partir de la rentrée 2005, de 20 h à 20 h 45, après Les Guignols de l'info.
En 2005, il refuse de prendre sa retraite, expliquant que Le Grand Journal doit continuer avec lui. Il avait aussi des projets à propos du football.[réf. nécessaire]
Dans ce talk show quotidien diffusé sur la case historique de Nulle part ailleurs, il reçoit, avec son équipe de chroniqueurs, des personnalités qui font l'actualité. Produite par Renaud Le Van Kim, l'émission connaît une certaine progression au fil des années jusqu'en 2012 où son audience chute sensiblement, tout en étant toutefois régulièrement critiquée. Ainsi, Télérama la considère comme « le temple de la promo télévisuelle ».

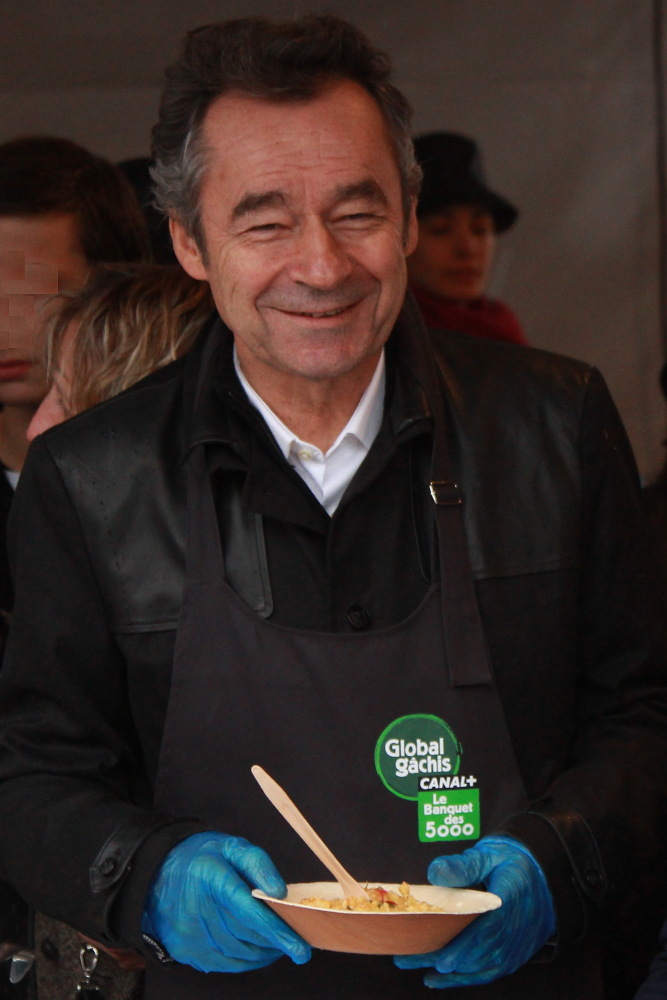
Michel Denisot en octobre 2012, lors du banquet des 5 000 sur le parvis de l'hôtel de ville de Paris.

En 2012, il décide de changer la formule et l'équipe du Grand journal, se séparant notamment de sa protégée Ariane Massenet. L'émission accuse à cette époque une perte d'audience atteignant -13 % par rapport à l'année précédente principalement en raison de la concurrence des rendez-vous concurrents : C à vous sur France 5, Vous êtes en direct sur NRJ 12 et Touche pas à mon poste ! sur D8.
Le 6 juin 2013, il indique qu'il souhaite arrêter d'animer Le Grand Journal à la fin de la saison, à cause de la baisse d'audience, mais aussi à cause de la grande peur qu'il a eue pendant la semaine spéciale festival de Cannes, où un homme dans le public a lancé une grenade factice et tiré des balles à blanc, causant un mouvement de panique sur le plateau et l'interruption de l'émission. Les chroniqueurs ayant travaillé à ses côtés pendant les neuf saisons lui rendent hommage lors de l'émission du 27 juin 2013. Antoine de Caunes le remplace à partir de la saison 10 (2013-2014).

### Carrière de dirigeant de club de football (1989-2023)
Entre 1989 et 2008, Michel Denisot préside successivement deux clubs de football : La Berrichonne de Châteauroux, dans l'Indre, département dont il est originaire, et le Paris Saint-Germain Football Club (PSG), alors propriété du groupe Canal+ :
De 1989 à 1991, il est le président de La Berrichonne de Châteauroux ; le club monte en deuxième division et se professionnalise.
En juin 1991, il devient président délégué du Paris Saint-Germain, évoluant en première division. Mais, en mai 1998, il est remplacé par Charles Biétry en dépit d'un palmarès à la tête de cette équipe (un championnat de France, une Coupe européenne et six Coupes nationales) :
- 1994 : Champion de France D1
- 1993, 1996 et 1997 : vice-champion de France
- 1993, 1995 et 1998 : vainqueur de la Coupe de France
- 1995 et 1998 : vainqueur de la Coupe de la Ligue
- 1995 : vainqueur du Trophée des champions
- 1996 : vainqueur de la Coupe des Coupes
- 1997 : finaliste de la Coupe des Coupes
- 1998 : finaliste de la Coupe Gambardella

En 2002, il redevient président de La Berrichonne de Châteauroux, jusqu'en 2008. En 2004, le club est finaliste de la Coupe de France de football.
En 2009, il refuse de revenir à la direction du PSG, revendu entretemps par Canal+. À ce sujet, il précisera en 2011 : « Je préfère conserver des souvenirs heureux plutôt que de leur adjoindre d'éventuelles déceptions ».
En mars 2021, il redevient président de Châteauroux pour la troisième fois après avoir été choisi par le groupe saoudien United World, propriétaire à hauteur de 80 % du club. Le 15 avril 2023, il annonce quitter cette fonction.

### Directeur de la rédaction deVanity Fair(depuis 2012)
En septembre 2012, tout en continuant ses activités sur Canal+, Michel Denisot devient directeur de la rédaction de la version française du magazine Vanity Fair.

### Animation depuis 2017
De 2017 à 2018, Michel Denisot anime l'émission En off sur Paris Première.
En 2018, il anime Le Journal du Festival et Profession... sur Canal+,.

### Réalisateur
En 2018, Michel Denisot se lance dans la réalisation de son premier film, Toute ressemblance, portant sur les coulisses de l'univers télévisuel, avec pour rôle principal Franck Dubosc. Le film sort en salles le 27 novembre 2019.

### Vie privée
Marié en 1974 à Martine Patier , attachée de presse, Michel Denisot a deux filles, nées en 1979 et en 1980. Sa cadette, Louise Denisot, est animatrice sur Cuisine+ à partir de septembre 2008.
Passionné de sport hippique, il possède six chevaux de course. Il produit du vin dans le Val de Loire à Valençay (Indre) où il possède un vignoble de 4 hectares.
À Levroux le 21 avril 2025, il devient chevalier de la commanderie des Fromages de chèvre de Levroux.
Il est approché par le parti La république en marche qui lui propose une investiture pour les élections législatives de 2022, mais il refuse la proposition.

## Animateur de télévision
- 1975-1977 : Journal télévisé de 13 heures avec Yves Mourousi et Claude Pierrard sur TF1
- 1977-1984 : commentateur de football sur TF1
- 1980-1982 : La Bonne Conduite sur TF1
- 1982-1983 : Téléfoot sur TF1
- 1983-1984 : Champions sur TF1
- 1984-1991 : commentateur de football sur Canal+
- 1984-1985 : Le 7/9 sur Canal+
- 1985-1987 : Zénith sur Canal+
- 1987-1992 : Mon Zénith à moi[16] sur Canal+
- 1987-1988 : Ciné-Stars sur TF1
- 1992 : Le Journal du cinéma[14] sur Canal+
- 1988-1990 : Demain[10] sur Canal+
- 1990-1991 : La Grande Famille[10] sur Canal+
- 1992-juin 1996[17],[10] : Télés Dimanche sur Canal+
- 1996-1998 : À part ça[10] sur Canal+
- 2004-2013 : Le Grand Journal sur Canal+
- 2017-2018 : En off sur Paris Première
- 2018 : Le Journal du Festival et Profession... sur Canal+
- 2020 : Le Grand Comex sur B SMART

## Filmographie
Sauf indication contraire, les informations mentionnées dans cette section peuvent être confirmées par les bases de données cinématographiques IMDb et Allociné,  présentes dans la section « Liens externes ».

### Apparitions dans son propre rôle
- 1987 : Objectif Nul des Nuls : lui-même
- 1987 : Dorothée Show : lui-même
- 2004 : Le Plaisir à 20 ans[52] de Yannick Perrin : lui-même (version télé uniquement)[53]
- 2009 : Incognito de Eric Lavaine : lui-même
- 2011 : apparition dans le teaser de la série Bref (« Bref. Je crois que j'ai croisé Michel Denisot ») : lui-même
- 2012 : Bref. (épisode « Bref. Y a des gens qui m'énervent ») : lui-même
- 2012 : L'amour dure trois ans de Frédéric Beigbeder : lui-même[54]
- 2014 : Les Yeux jaunes des crocodiles de Cécile Telerman : lui-même[55]
- 2024 : Loups-Garous sur Canal + épisode 6

### Réalisateur
- 2019 : Toute ressemblance (également scénariste)
- 2023 : La Saga Rassam-Berri, le cinéma dans les veines (documentaire) - corealisé avec Florent Maillet

## Publications
- Nicolas Sarkozy et Michel Denisot (entretiens avec), Au bout de la passion, l'équilibre, Paris, éditions Albin Michel, 7 mars 1995, 242 p. (ISBN 2-226-07616-6)Avant l'élection présidentielle de 1995, Michel Denisot publie un livre d'entretiens avec Nicolas Sarkozy, à l'époque lieutenant du candidat Édouard Balladur. En 2007, après l'élection de Nicolas Sarkozy à la présidence, le journaliste précise qu'en 1995, certains de ses confrères ont critiqué ce coup de pouce mais que les mêmes « ont rejoint depuis, le camp de Sarkozy »[56]. Il est resté un ami très proche de Nicolas Sarkozy depuis cette époque[57].
- Michel Denisot, Brèves de vies, Paris, Fayard, coll. « Documents », 2014, 288 p. (ISBN 2213682062)
- Michel Denisot, On peut rire de tout - sauf en mangeant de la semoule !, Paris, Plon, coll. « Documents », 2023, 176 p. (ISBN 2259312683)Cet ouvrage, qui condense des blagues et mèmes issus des réseaux sociaux, suscite une polémique au sens où l'auteur semble s'être dispensé de demander une autorisation de diffusion aux auteurs de plusieurs montages[58],[59].
- Michel Denisot, Toute premières fois, Ils ont tous commencé sur Canal, Flammarion, 2024, 400 p. (ISBN 9782080457486)

## Décoration
- Chevalier de la Légion d'honneur (décret du 13 juillet 1998)[1]